# Štefan Uher
Štefan Uher (4. června 1930, Prievidza, Československo – 29. března 1993, Bratislava, Slovensko) byl slovenský režisér a scenárista. Studium filmové režie absolvoval na FAMU v Praze v letech 1950 až 1955. Nejprve se věnoval filmovému dokumentu, později hlavně hraným filmům. Byl představitelem tzv. Nové vlny v československé kinematografii. Spolupracoval se spisovatelem a scenáristou Alfonzem Bednárem a kameramanem Stanislavem Szomolányim.

## Filmografie

### Dokumentární filmy (výběr)
- 1955 První brázda
- 1955 Středoevropský pohár
- 1955 Učitelka
- 1958 Lodníci bez jména
- 1959 Očima kamery

### Hrané filmy (výběr)
- 1962 Slnko v sieti
- 1964 Organ
- 1966 Panna zázračnica
- 1967 Tri dcéry
- 1969 Génius
- 1971 Keby som mal pušku
- 1980 Moje kone vrané
- 1981 Kosenie Jastrabej lúky
- 1982 Pásla kone na betóne
- 1986 Šiesta veta
- 1988 Správca skanzenu